# جائزة ماريا غوبرت ماير

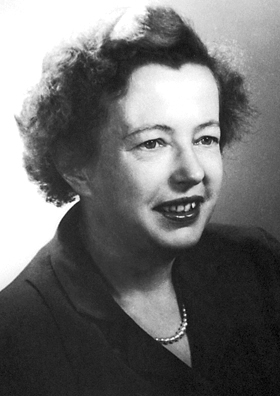

جائزة ماريا غوبرت ماير هي جائزة سنوية مقدمة من الجمعية الفيزيائية الأمريكية لفيزيائية، وذلك تقديرًا لمساهماتها البارزة في أبحاث الفيزياء، كما أنَّ الجائزة تعترف وتُعزز الإنجازات البارزة من قبل الفيزيائيات في السنوات الأولى من حياتهم المهنية.
تمنح الجائزة منذ عام 1986، وسُميت باسم ماريا غوبرت ماير، وهي حاصلة على جائزة نوبل في عام 1963 مع هانز ينسن ويوجين ويغنر. حصل كل من ماريا غوبرت ماير وهانز ينسن على جائزة نوبل «لاكتشافهما النموذج الغلافي للنواة».

## الحاصلون على الجائزة
المصدر:
- 1986: جوديث يونغ [الإنجليزية]
- 1987: لويز دولان
- 1988: بوني لورا شوماكر [الإنجليزية]
- 1989: شيري موراي
- 1990: إلين دي ويليامز [الإنجليزية]
- 1991: أليس إيلزابيث وايت [الإنجليزية]
- 1992: باربرا هوب كوبر [الإنجليزية]
- 1993: إيوين فان ديشويك
- 1994: لورا جرين [الإنجليزية]
- 1995: جاكلين هيويت
- 1996: مارجوري آن أولمستيد [الإنجليزية]
- 1997: مارغريت ماري مورنان [الإنجليزية]
- 1998: إليزابيث بيز [الإنجليزية]
- 1999: أندريا غيز
- 2000: شارون جلوتزر [الإنجليزية]
- 2001: جانيت كونراد
- 2002: ديبورا إس جين
- 2003: تشونغ بي ما [الإنجليزية]
- 2004: سوزان ستاغز [الإنجليزية]
- 2005: يوري سوزوكي [الإنجليزية]
- 2006: هوي كاو [الإنجليزية]
- 2007: إيمي بارجر
- 2008: فيكي كالوجيرا
- 2009: ساسكيا ميودوشيفسكي [الإنجليزية]
- 2010: أليساندرا لانزارا [الإنجليزية]
- 2011: ريكا ألبرت [الإنجليزية]
- 2012: نادية ماسون [الإنجليزية]
- 2013: فريال أوزيل [الإنجليزية]
- 2014: آنا ماريا ري
- 2015: جريتشن كامبل [الإنجليزية]
- 2016: هنرييت إلفانج [الإنجليزية]
- 2017: مايكن ميكلسن [الإنجليزية]
- 2018: ماري ليزا مانينغ [الإنجليزية]
- 2019: أليسون بروكس
- 2020: إليزابيث كراوس [الإنجليزية]
- 2021: فيالا إليزابيث شاناهان [الإنجليزية]